# عابد إسماعيل
عابد إسماعيل مترجم وشاعر سوري (ولد في اللاذقية في سوريا عام 1963م). ترجم الكثير من الأعمال الأدبية في الشعر والرواية والنقد الأدبي، من بينها كتاب (ديوان الشعر الأمريكي الجديد)، وكتاب (قلق التأثر: نظرية في الشعر) للناقد الأمريكي هارولد بلوم.

## التعليم
- حاصل على درجة الدكتوراه في الأدب الأمريكي المعاصر عام 1995م.
- حاصل على درجة الماجستير في مسرح إبسن من جامعة نيويورك عام 1992م.
- حاصل على إجازة في اللغة الإنجليزية وآدابها من جامعة دمشق عام 1985م.[5]

## العمل
أستاذ الأدب الأمريكي الحديث في جامعة دمشق.

## إصدارات

### مؤلفات
- (طواف الآفل) شعر. 1998.[7]
- (باتجاه متاهٍ آخر) شعر. 1999.
- (لن أكلم العاصفة) شعر. 2000.
- (ساعة رمل) شعر. 2003.
- (لمع سراب) شعر. 2008[8]
- (أشباح منتصف النهار) ديوان شعر. 2020.[9]

### ترجمات
- (سبع ليال). خورخي لويس بورخس. 1999.
- (ديوان الشعر الأمريكي الجديد) مختارات شعرية. 2008.[1]
- (خريطة للقراءة الضالة). هارولد بلوم. 2000.
- (نصف حياة). ف. س. نايبول. 2001.[10]
- (باقة برية). هاري مارتنسون.[11]
- (أغنية نفسي). وولت ويتمان. 2005.[12]
- (إنيارا). هاري مارتينسون. 2005.
- (اسمي سلمى) رواية. فادية الفقير. 2009.[13]
- (الحمقى الثلاثة: حكايات شعبية من إنجلترا). 2009.
- (السمكة والخاتم: حكايات شعبية من إنجلترا). 2009.
- (الأميرة ميراندا والأمير هيرو: حكايات شعبية من بولندا). 2010.
- (مع بورخيس مساء عادي في بوينس آيرس). ويليس بارنستون. 2014.
- (فن الكتابة: تعاليم الشعراء الصينيين). توني بارنستون وتشاو بينغ. 2016.
- (اليابان في القرن الثامن عشر) سلسلة الحياة اليومية عبر التاريخ. لويس بيريز.
- (ادفنوني واقفاً: سير الغجر). إيزابيل فونسيكا.
- (جماليات المتاهة: قراءات نقدية في الشعر العربي المعاصر). 2019.[14]
- (قلق التأثر: نظرية في الشعر). هارولد بلوم. 2020.[9]
- (الأعمال الشعرية الكاملة). سيلفيا بلاث.[15]
- (شاعرة في الأندلس). ناتالي حنظل.[16]
- (ذاك الشيء حول عنقك) رواية. تشيماماندا نجوزي اديتشي. 2020.